# Chao Sanmartín

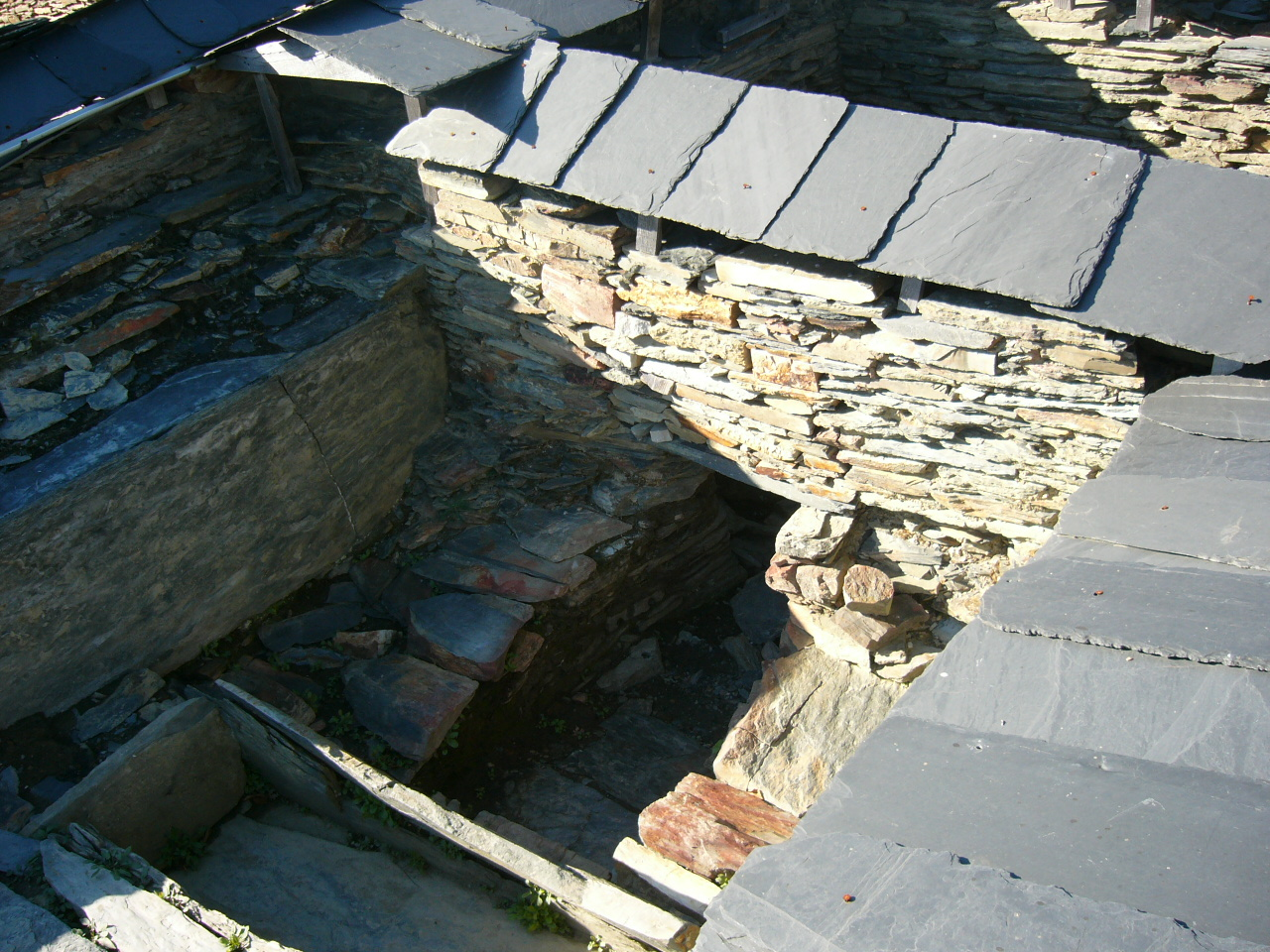
Thermes antérieurs à la romanisation.

Le Chao Sanmartín (asturien : Chao Samartín) est un castro situé au lieu-dit Castro dans une paroisse de la commune de Grandas de Salime dans la Principauté des Asturies en Espagne.

## Âge du bronze
L'origine du village fortifié remonte à la fin de l'âge du bronze. Sont de cette époque les premières défenses, un fossé et une palissade qui entourent une enceinte sacrée avec une entrée présidée par de grands rochers. Ici se situait une construction assez grande pour l'époque (environ 60 mètres carrés).

## Âge du fer
À l'âge du fer la zone habitée du castro augmente considérablement et les défenses se multiplient. Au IVe siècle av. J.-C., les défenses étaient composées d'un mur et de plusieurs fossés à l'intérieur desquels étaient les cabanes circulaires et rectangulaires avec les coins arrondis, constituées d'une pièce et d'un toit végétal. Une grande porte qui franchissait le fossé était l'unique accès au peuplement. Les habitants étaient des agriculteurs, ils préparaient les aliments dans des récipients en céramique, ils possédaient des outils en fer, en cuivre, en argent et en or, ce dont témoignent les restes trouvés sur le site. 

## Époque romaine
Avec l'arrivée des romains débute une période de paix et de prospérité au cours de laquelle on a renoncé aux défenses et au cours de laquelle il a été mis à profit la proximité de plusieurs mines d'or. Cette prospérité a été freinée par un abandon soudain du peuplement du fait d'un tremblement de terre vers le IIe siècle. 